# Liste der Baudenkmäler in Nörvenich
Die Liste der Baudenkmäler in Nörvenich enthält die denkmalgeschützten Bauwerke auf dem Gebiet der Gemeinde Nörvenich im Kreis Düren in Nordrhein-Westfalen (Stand: April 2021). Diese Baudenkmäler sind in der Denkmalliste der Gemeinde Nörvenich eingetragen; Grundlage für die Aufnahme ist das Denkmalschutzgesetz Nordrhein-Westfalen (DSchG NRW).

Die Denkmalliste wurde mit fachlicher Beratung des Amtes für Denkmalpflege im Rheinland mit Sitz in der Abtei Brauweiler erstellt. Der Gemeinderat hat die Liste dann beschlossen. Im Jahr der Erstellung der Liste 1985 wurden 79 Objekte eingetragen. Seither kamen drei weitere Objekte hinzu. Zuletzt wurde 2006 auf Wunsch des Eigentümers eine vierflügelige Hofanlage als Denkmal Nr. 82 eingetragen.
Die Geo-Koordinaten gehen aus den einzelnen Artikeln hervor.

| Bild                                                                 | Bezeichnung                                                          | Lage                                                                   | Beschreibung | Bauzeit                                | Eingetragen seit                          | Denkmal- nummer |
| -------------------------------------------------------------------- | -------------------------------------------------------------------- | ---------------------------------------------------------------------- | --- | -------------------------------------- | ----------------------------------------- | --------------- |
| Burg Binsfeld                                                        | Burg Binsfeld                                                        | Binsfeld Binsfelder Burg Karte                                         | Die Wasserburg wurde im Stil der Frührenaissance erbaut und zählt mit den der Nordwand vorgelagerten Loggien zu den bedeutendsten Profanbauten des Rheinlandes. Heute befindet sich in ihr eine Seniorenresidenz. | 16., 17./18. Jh. Vorburg meist 19. Jh. | 6. März 1985                              | 1               |
| weitere Bilder                                                       | Kath. Pfarrkirche St. Gertrudis                                      | Binsfeld Frauwüllesheimer Straße 3 Karte                               | Die Kirche wurde bereits 966 urkundlich erwähnt. Nach Um- und Anbauten wurde das dreijochige Langhaus 1877 nach Plänen von Heinrich Wiethase um ein weiteres Joch und den heutigen Glockenturm erweitert, nachdem 1876 der alte Turm abgebrochen worden war. | 16. Jh., 1877                          | 6. März 1985                              | 2               |
| Groß-Ganshof                                                         | Groß-Ganshof                                                         | Binsfeld Am Hof 1 Karte                                                | Der Gutshof besteht aus einer repräsentativen vierflügeligen Hofanlage im Ortskern. Es handelt sich um einen fünfachsigen Putzbau mit Putzgliederung und hohem Walmdach | 1764                                   | 7. März 1985                              | 3               |
| Wegekreuz                                                            | Wegekreuz                                                            | Binsfeld An der Kreisstraße 44                                         | Es besteht aus Buntsandstein und erinnert daran, dass hier am 26. Dezember 1857 der 94 Jahre alte Heinrich Wingen aus Rommelsheim verstarb. | 1857                                   | 7. März 1985                              | 4               |
| Wegekreuz                                                            | Wegekreuz                                                            | Binsfeld An der Landstraße 271 in Richtung Düren Karte                 | Das Kreuz steht direkt neben zwei markanten Bäumen kurz vor der Gemarkungsgrenze von Düren. Hinter dem Kreuz im Feld lag bis zum Dreißigjährigen Krieg das wüst gefallene Dorf Miesheim. | 2. Hälfte 19. Jh.                      | 7. März 1985                              | 5               |
| weitere Bilder                                                       | St.-Margaretha-Kapelle                                               | Dorweiler Margarethastraße 13 Karte                                    | Das weiß geschlämmte Mauerwerk besteht aus Buntsandstein und Ziegelsteinen, darunter auch römisches Material sowie Tuffstein aus der Gegend von Maria Laach. In der Kapelle werden 35 Votivgaben (Dankzeichen) aus dem 18. und beginnenden 19. Jahrhundert aufbewahrt, nämlich 5 Augenpaare, 1 Einzelauge, 20 Herzen und 9 Kreuze.                                          | 12. Jh.                                | 12. März 1985                             | 6               |
| Kreuzigungsgruppe                                                    | Kreuzigungsgruppe                                                    | Dorweiler Ecke Margarethastr./Pützstr. Karte                           | Die aus Nideggener Rotsandstein gearbeitete Figurengruppe hat einen „schützenden“ Fachwerkumbau. 1980 wurde die Kreuzigungsgruppe umfassend renoviert. | 1763                                   | 7. März 1985                              | 7               |
| Heiligenhäuschen                                                     | Heiligenhäuschen                                                     | Dorweiler Ortsausgang Lehrer-Geßner-Str. Karte                         | Das Heiligenhaus wurde nach dem Krieg von 1866 aus Dankbarkeit für die glückliche Heimkehr eines Sohnes der Familie Wetsch aus dem Krieg errichtet und der Muttergottes geweiht. | 1866                                   | 8. März 1985                              | 8               |
| Wegekreuz                                                            | Wegekreuz                                                            | Dorweiler Ortsausgang Pützstraße Karte                                 | Das Buntsandsteinkreuz besteht aus einem Pfeiler mit Konsole, darauf ein hohes Kreuz mit gusseisernem Korpus. | 2. Hälfte 19. Jh.                      | 8. März 1985                              | 9               |
| Wegekreuz                                                            | Wegekreuz                                                            | Eggersheim Kurfürstenstraße 1 Karte                                    | Das Steinkreuz steht in der Ortsmitte direkt an der Wand des Hauses Kurfürstenstraße 1. | 1751                                   | 13. März 1985                             | 10              |
| Fachwerkhaus                                                         | Fachwerkhaus                                                         | Eggersheim Kurfürstenstraße 13 Karte                                   | Das traufständige Fachwerkhaus hat 1½ Geschosse mit einem Walmdach. | 17. Jh.                                | 8. März 1985                              | 11              |
| Wasserpumpe                                                          | Wasserpumpe                                                          | Eggersheim Weststr. Karte                                              | Die gusseiserne Wasserpumpe ist eine Hubkolbenpumpe. | 19. Jh.                                | 11. März 1985                             | 12              |
| Wasserpumpe                                                          | Wasserpumpe                                                          | Eschweiler über Feld Ecke Buntwolfstr./Am Ringsheimer Hof Karte        | Die gusseiserne Wasserpumpe ist eine Hubkolbenpumpe. Die Ausgussröhre hat die Form eines Löwenkopfes mit kanneliertem Schaft. | 19. Jh.                                | 11. März 1985                             | 13              |
| Wasserpumpe                                                          | Wasserpumpe                                                          | Eschweiler über Feld vor Haus Heribertstraße 13 Karte                  | Die gusseiserne Wasserpumpe ist eine Hubkolbenpumpe. Der Löwenkopf auf der Ausgussröhre ist nicht mehr vorhanden. |                                        | 11. März 1985                             | 14              |
| Wegekreuz                                                            | Wegekreuz                                                            | Eschweiler über Feld vor Haus Heinrich-Veith-Straße 4 Karte            | Das Kreuz besteht aus Sandstein und hat einen Sockel mit spitzbogigen Relieffeldern. Darüber steht ein Astkreuz mit bronzenem Korpus. | 1876                                   | 11. März 1985                             | 15              |
| weitere Bilder                                                       | Kath. Pfarrkirche St. Heribert                                       | Eschweiler über Feld Heribertstraße 41 Karte                           | Das Schiff der Kirche wurde 1003 im romanischen Stil erbaut und musste 1696 durch Strebepfeiler gestützt werden. Das Chor wurde etwa 1500 im gotischen Stil umgebaut und 1854 wurde an Stelle der alten Sakristei eine neue angebaut. | 1003                                   | 11. März 1985                             | 16              |
| Alter Friedhof                                                       | Alter Friedhof                                                       | Eschweiler über Feld Heribertstraße Karte                              | Auf dem Friedhof stehen Grabkreuze aus Blaustein aus den beiden Jahrhunderten. Das Friedhofskreuz aus Buntsandstein stammt aus dem 18. Jahrhundert. | 17. + 18. Jh.                          | 11. März 1985                             | 17              |
| Bauernhof                                                            | Bauernhof                                                            | Eschweiler über Feld Heribertstraße 2 Karte                            | Die mehrteilige Hofanlage wurde nach den Datierungen auf den Mauerankern im Jahre 1792 erbaut. Das Wohnhaus hat zwei Geschosse und ist aus Backsteinen mit einem Bruchsteinunterbau gemauert, traufständig zu sieben Achsen. | 1792                                   | 11. März 1985                             | 18              |
| Bauernhof                                                            | Bauernhof                                                            | Eschweiler über Feld Heribertstraße 32 Karte                           | Die zweigeschossige Hofanlage besteht aus einem traufenständigen Fachwerkwohnhaus mit rechts anschließender Tordurchfahrt. Sie ist unbewohnt. | 18. Jh.                                | 11. März 1985                             | 19              |
| Bauernhof                                                            | Bauernhof                                                            | Eschweiler über Feld Heribertstraße 34 Karte                           | Die Hofanlage ist aus Backsteinen gemauert. Das Wohnhaus ist zweigeschossig, traufenständig zu vier Achsen. | 1802                                   | 11. März 1985                             | 20              |
| Wegekreuz                                                            | Wegekreuz                                                            | Eschweiler über Feld Ecke Schmiedegasse/Pfr.-Legemann-Straße Karte     | Das etwa 3 m hohe Kreuz ist aus belgischem Granit gefertigt. | 1841                                   | 11. März 1985                             | 21              |
| Heiligenhäuschen                                                     | Heiligenhäuschen                                                     | Eschweiler über Feld Ecke Am Königsforst/Heribertstr. Karte            | Früherer Besitzer des gegenüberliegenden Hermannshofes waren die Grafen Wolff-Metternich. Sie ließen 1858 das Denkmal errichten. | 1858                                   | 11. März 1985                             | 22              |
| Gut Hermannshof                                                      | Gut Hermannshof                                                      | Eschweiler über Feld Heribertstr. Karte                                | Die vierflügelige Anlage ist aus Backsteinen um einen Innenhof erbaut. Das Wohnhaus ist zweigeschossig, an der Gartenseite zu sieben Achsen, davon sind die beiden linken Achsen als Risalit mit Walmdach vorgezogen. | 1861                                   | 11. März 1985                             | 23              |
| Gut Kauweiler                                                        | Gut Kauweiler                                                        | Eschweiler über Feld Gut Kauweiler Karte                               | Die große vierflügelige Hofanlage wurde um einen quadratischen Innenhof aus Backsteinen errichtet. Das Wohnhaus ist dreigeschossig zu sieben Achsen. Die drei mittleren Achsen sind risalitartig vorgezogen. | 1893                                   | 23. Februar 1989                          | 24              |
| Gut Ollesheim                                                        | Gut Ollesheim                                                        | Eschweiler über Feld zwischen Nörvenich und Eschweiler über Feld Karte | Es handelt sich um eine vierflügelige Backsteinanlage, deren Gebäude um einen fast quadratischen Innenhof gruppiert sind. Das Haupthaus ist ein zweigeschossiges Wohnhaus aus Backsteinen mit Attikageschoss. | 13. Jh.                                | 20. März 1985                             | 25              |
| Termelineskapelle, Park und Erbbegräbnis, kleines Wohnhaus           | Termelineskapelle, Park und Erbbegräbnis, kleines Wohnhaus           | Eschweiler über Feld zwischen Nörvenich und Eschweiler über Feld Karte | Zur Kapelle gehören das danebenstehende Pfarrhaus und ein kleiner Friedhof. | 19. Jh.                                | 22. April 1985                            | 26              |
| Wegekreuz                                                            | Wegekreuz                                                            | Eschweiler über Feld Zufahrtsstraße Gut Hommelsheim Karte              | Von dem Wegekreuz ist nur noch der untere Teil erhalten. Das Kreuz selbst ist nicht mehr vorhanden. | 18. Jh.                                | 11. März 1985                             | 27              |
| St. Nikolaus-Kapelle                                                 | St. Nikolaus-Kapelle                                                 | Frauwüllesheim Isweiler Karte                                          | Die Kapelle ist ohne Dachreiter etwa 6 m hoch, 5 m breit und 8 m lang. Sie wurde aus Ziegelsteinen gebaut und hat ein beschiefertes Satteldach. | 1899                                   | 11. März 1985                             | 28              |
| weitere Bilder                                                       | Kath. Pfarrkirche St. Mariä Heimsuchung                              | Frauwüllesheim Brigidastr. Karte                                       | Um 1123 entstand die damals zur Pfarre Binsfeld gehörende gotische Kapelle. 1847 wurde sie Pfarrkirche. Zwischen 1877 und 1880 wurden große Umbau- und Renovierungsmaßnahmen unter der Leitung von Heinrich Wiethase durchgeführt. | 13. Jh.                                | 12. März 1985                             | 29              |
| Alter Friedhof                                                       | Alter Friedhof                                                       | Frauwüllesheim Brigidastr. Karte                                       | Der Friedhof wurde direkt neben der Pfarrkirche St. Mariä Heimsuchung angelegt. Die innere Friedhofsmauer ist aus Bruchsteinen hergestellt. | Mitte 19. Jh.                          | 19. März 1985                             | 30              |
| Wegekreuz                                                            | Wegekreuz                                                            | Frauwüllesheim Weißfrauenhofstraße Ortsausgang Karte                   | Es handelt sich um ein etwa 2 m hohes Holzkreuz mit Maßwerkspitzen. Am Kreuz befindet sich ein hölzernes Kruzifix. Das Wegekreuz steht in einer Backsteinnische. | Ende 19. Jh.                           | 12. März 1985                             | 31              |
| Wegekreuz (Schwarzes Kreuz)                                          | Wegekreuz (Schwarzes Kreuz)                                          | Frauwüllesheim Zwischen L 327 und L 271 am Ortsrand Karte              | Das hohe Flurkreuz ist ein hochgotisches Kunstwerk. Früher wurde es auch als Wallfahrtskreuz genutzt. | 1500 ca.                               | 12. März 1985                             | 32              |
| weitere Bilder                                                       | Kath. Pfarrkirche St. Viktor                                         | Hochkirchen Kirchstr. Karte                                            | Die Kirche steht nachweislich auf den Fundamenten eines ehemaligen römischen Landhauses aus dem 1. Jahrhundert n. Chr. Sie war die Pfarrkirche für das Kirchspiel Hochkirchen und ist heute eine Filialkirche der Pfarrei St. Josef, Nörvenich. Die Kirchhofsmauer aus Bruchsteinen, der gesamte alte Kirchhof und die 103 Grabkreuze stehen ebenfalls unter Denkmalschutz. | 12./13., 15./16., 18./19. Jh.          | 12. März 1985                             | 33              |
| Steinfelderhof                                                       | Steinfelderhof                                                       | Hochkirchen Steinfelderhof Karte                                       | Im Jahre 1480 „up sent Thomas dach des hilgen apostolen“, auf St. Thomastag, des hl. Apostels, also am 21. Dezember, schloss der Steinfelder Abt Johann mit Reymer Huge einen Pachtvertrag über den Steinfelderhof ab. Der ehemalige landwirtschaftliche Hof grenzt direkt an die Kirche.                                                                                   | 1741                                   | 13. März 1985                             | 34              |
| Wegekreuz                                                            | Wegekreuz                                                            | Hochkirchen Kirchstr. Karte                                            | 1859 ließ Pastor Leonhard Conraths, der von 1845 bis 1859 in Hochkirchen wirkte, am Weg von der Kirche nach Nörvenich, heute am Parkstreifen vor dem Friedhof, ein Kreuz aufstellen, das auch heute noch dort seinen Platz hat. | E. 18, 2 H. 19. Jh.;                   | 14. März 1985                             | 35              |
| Fußfall                                                              | Fußfall                                                              | Hochkirchen Neffeltalstr. Karte                                        | Auf dem schweren Sockel liegt der unter dem Kreuz zusammengebrochene Christus. Er war farbig gefasst, genauso wie die auf den vier Seiten eingemeißelten Bilder. Diese vier Bilder zeigten Darstellungen aus der Leidensgeschichte Christi (schmerzhafter Rosenkranz). Nur auf der Westseite ist noch die Darstellung Christi mit dem Kreuz erkennbar.                      | 1772                                   | 14. März 1985                             | 36              |
| Rotes Kreuzchen                                                      | Rotes Kreuzchen                                                      | Hochkirchen Östlich des Ortes an der K 16 Karte                        | Das im Volksmund „Et rude Krözzje“ (das rote Kreuzchen) genannte Kreuz besteht aus Sandstein und ist etwa zwei Meter hoch. Von der Beschriftung Gott bewahre uns vor Blitz und Ungewitter ist nichts mehr zu erkennen. | 1900 ca.                               | 14. März 1985                             | 37              |
| Memorienkreuz                                                        | Memorienkreuz                                                        | Irresheim An der Kreisstraße 16 Rtg. Frauwüllesheim Karte              | Das kleine Kreuz steht sehr versteckt in Büschen. Es ist nur 68 cm hoch und hat Winkelstützen. | 1627 ca.                               | 18. März 1985                             | 38              |
| Annakapelle                                                          | Annakapelle                                                          | Irresheim Annastraße Karte                                             | In der Annakapelle steht die Figur „Anna als Erzieherin“. Zu Beginn der 1970er Jahre wurde das Gebäude gründlich renoviert. | 1888 ca.                               | 18. März 1985                             | 39              |
| Backhaus                                                             | Backhaus                                                             | Irresheim Annastraße Karte                                             | Neben dem Halfenhof steht „et Backes“, ein Backhaus. Das Fachwerkhaus steht auf den Fundamenten eines ehemaligen Wehrturmes. | 1789 ca.                               | 18. März 1985                             | 40              |
| Wegekreuz                                                            | Wegekreuz                                                            | Nörvenich Promenadenweg Karte                                          | Das Steinkreuz hat unterhalb des Korpus eine sehr stark verwitterte Beschriftung. Es wurde mehrfach versetzt. | 1707 ca.                               | 19. März 1985                             | 41              |
| Harff’sche Burg                                                      | Harff’sche Burg                                                      | Nörvenich Hirtstraße 13 Karte                                          | Die zweigeschossige, rechteckige Burg war ein etwa 22 mal 11 m großer Ziegelsteinbau mit einem Satteldach. An der Ostecke befand sich ein mächtiger Rundturm, dem ein schlanker Treppenturm an der Südseite gegenüberstand. | 1565 ca.                               | 19. März 1985                             | 42              |
| sogenannte Trompeterburg                                             | sogenannte Trompeterburg                                             | Nörvenich Hirtstraße 13 Karte                                          | Die zweiflügelige, nach früheren Unterlagen dreiflügelige Hofanlage, ist in ihrem heutigen Aussehen im 18. Jahrhundert entstanden. | 18. Jh.                                | 19. März 1985 und Ergänzung 12. Aug. 2005 | 43              |
| Fachwerkhaus                                                         | Fachwerkhaus                                                         | Nörvenich Bahnhofstraße 11 Karte                                       | Das früher in kleinem Umfang landwirtschaftlich genutzte Fachwerkhaus ist das älteste Haus in der Gemeinde Nörvenich. Es wird heute als Wohnhaus genutzt. | 1723                                   | 19. März 1985                             | 44              |
| Rathaus                                                              | Rathaus                                                              | Nörvenich Bahnhofstraße 25 Karte                                       | Das ursprüngliche Gebäude wurde 1910 erbaut. Das Aussehen hat sich bis heute nicht verändert. | 1908                                   | 19. März 1985                             | 45              |
| weitere Bilder                                                       | Kath. Pfarrkirche St. Medardus                                       | Nörvenich Hirtstraße 12 Karte                                          | Das heutige Gotteshaus hatte wohl drei Vorgängerbauten, von denen der letzte im Jahre 1642 bis auf den Glockenturm zerstört wurde. Die heutige Kirche wurde zwischen 1658 und 1664 erbaut. | 1658–1664                              | 19. März 1985                             | 46              |
| Wasserpumpe/Marktkreuz                                               | Wasserpumpe/Marktkreuz                                               | Nörvenich Marktplatz Karte                                             | Unbekannt ist, wann dieses Kreuz ursprünglich aufgestellt wurde. Nach einer mündlichen Überlieferung war einst auf dem Unterbau die Jahreszahl 1616 eingemeißelt. | 1616                                   | 20. März 1985                             | 47              |
| Ehem. Schulgebäude                                                   | Ehem. Schulgebäude                                                   | Nörvenich An der Vikarie 1 Karte                                       | Die beiden Hausgrundstücke An der Vikarie 1 und 2 bildeten ursprünglich eine einzige Parzelle, wie das aus der alten Katasterkarte zu sehen ist. Das Areal war mit einer vierseitig geschlossenen Haus- und Hofanlage bebaut, die vom Vikar des Kreuzaltars bewohnt und bewirtschaftet wurde.                                                                               | 1833                                   | 20. März 1985                             | 48              |
| Ehem. Kaplanshaus                                                    | Ehem. Kaplanshaus                                                    | Nörvenich An der Vikarie 2 Karte                                       | 1852 ist das Haus gebaut worden, das die Wohnung des Vikars wurde. | 1852                                   | 20. März 1985                             | 49              |
| Heiligenhäuschen                                                     | Heiligenhäuschen                                                     | Nörvenich Am Kreuzberg Karte                                           | Der kapellenartige Bau wurde um 1900 errichtet. Er umschließt ein im Jahre 1685 vom Nörvenicher Pfarrer Conradus Flocken als prachtvolles Renaissance-Kreuz ausgeführtes Bußkreuz, das 1851 restauriert worden war.[1] Das Kreuz war die 2. Station der Sieben Fußfälle in Nörvenich.                                                                                       | 1685                                   | 20. März 1985                             | 50              |
| Kreuzigungsgruppe                                                    | Kreuzigungsgruppe                                                    | Nörvenich Heuserhof (stand früher in Alt-Oberbolheim) Karte            | Die Kreuzigungsgruppe stand bis zum Abriss des Dorfes Alt-Oberbolheim mitten im Ort. Sie wurde 1969 an den Heuserhof umgesetzt. | 1910                                   | 20. März 1985                             | 51              |
| Schloss Nörvenich                                                    | Schloss Nörvenich                                                    | Nörvenich Bahnhofstr. Karte                                            | Um 1400 erbaute der Amtmann Wilhelm von Vlatten den wehrhaften Palas der wasserumwehrten Gymnicher Burg (heute Schloss Nörvenich) am Ortsrand von Nörvenich. Durch verschiedene An- und Umbauten erhielt das Bauwerk sein heutiges Aussehen. Es beherbergt heute u. a. das private Museum Europäischer Kunst (Breker-Museum).                                               | 14. Jh.                                | 22. März 1985                             | 52              |
| weitere Bilder                                                       | Kath. Kapelle St. Antonius                                           | Oberbolheim Alt-Oberbolheim Karte                                      | Im Lichten misst die Kapelle etwa 6,5 × 12 m. Langhaus und Chor haben gotische Rundbogenfenster mit schlichtem, unbehandeltem Glas. In der Langhausnordwand stehen zwei, in der Südseite drei Fenster. Am Chor sind insgesamt fünf solcher Fenster eingebaut. Die Kapelle ist das letzte Gebäude des wegen Fluglärm abgerissenen Dorfes Oberbolheim.                        | 16. Jh.                                | 20. März 1985                             | 53              |
| Sakraler Raum im Antoniushaus                                        | Sakraler Raum im Antoniushaus                                        | Oberbolheim Termelinesweg 1 Karte                                      | 1969 wurde der Ort Alt-Oberbolheim geschleift. Es entstand das jetzige Oberbolheim. In der Ortsmitte wurde ein Bürgerhaus errichtet, das Antoniushaus. In diesem Haus wurde ein sakraler Raum mit Gegenständen aus der Antoniuskapelle in Alt-Oberbolheim eingerichtet. | keine Angabe                           | 20. März 1985                             | 54              |
| Fachwerkhaus                                                         | Fachwerkhaus                                                         | Pingsheim Am Bräucher 2 Karte                                          | Das Haus hat 1½ Geschosse und steht mit der Traufe zur Kompstraße, mit dem Giebel aber zur Straße „Am Bräucher“. An der Traufseite befinden sich drei weitgestellte liegende Gefache mit durchgehenden Streben | 1762                                   | 20. März 1985                             | 55              |
| weitere Bilder                                                       | Kath. Pfarrkirche St. Martinus                                       | Pingsheim Alfons-Keever-Straße 7 Karte                                 | Die Kirche wurde erstmals in einer Urkunde von 1022 erwähnt: Erzbischof Heribert schenkt der Kölner Abtei Groß St. Martin „das Kirchlein zu Pingsheim im Zülpichgau“. | 1844                                   | 20. März 1985                             | 56              |
| Pfarrhaus                                                            | Pfarrhaus                                                            | Pingsheim Alfons-Keever-Straße Karte                                   | Das zweigeschossige Gebäude steht auf einem Bruchsteinsockel. Auf der West- und der Nordseite befinden sich je fünf Achsen, auf der Ostseite vier und auf der Südseite drei. Der Grundriss ist rechteckig. | 1712                                   | 20. März 1985                             | 57              |
| Kreuzigungsgruppe                                                    | Kreuzigungsgruppe                                                    | Pingsheim Alfons-Keever-Straße Karte                                   | Die Kreuzigungsgruppe steht in der Ortsmitte. Sie wurde aus verkehrstechnischen Gründen in den 1960er Jahren versetzt. | 1718                                   | 20. März 1985                             | 58              |
| Wasserpumpe                                                          | Wasserpumpe                                                          | Pingsheim Alfons-Keever-Straße Karte                                   | Die gusseiserne Wasserpumpe ist eine Hubkolbenpumpe. | 19. Jh.                                | 20. März 1985                             | 59              |
| Heiligenhäuschen                                                     | Heiligenhäuschen                                                     | Pingsheim Alfons-Keever-Straße am Sportplatz Karte                     | Das Baudenkmal ist aus Ziegelsteinen gemauert. Es ist etwa 4,50 m hoch auf einer Grundfläche von 1,30 m × 1,30 m. | 19. Jh.                                | 20. März 1985                             | 60              |
| Heiligenhäuschen                                                     | Heiligenhäuschen                                                     | Pingsheim Kompstraße Ortsausgang Rtg. Herrig Karte                     | Das verputzte Heiligenhäuschen hat einen rechteckigen Grundriss. Es ist aus Bruchstein gemauert und hat Werksteineinfassungen. | 1866                                   | 9. April 1985                             | 61              |
| Fachwerkhof                                                          | Fachwerkhof                                                          | Pingsheim Kompstraße 24 Karte                                          | Das traufenständige Wohnhaus ist 1½ geschossig. Es hat liegende Gefache mit Schrägstreben und durchgezapften Ankerbalken. Die Gefache sind mit Backsteinen ausgemauert. | 18. Jh.                                | 21. März 1985                             | 62              |
| Wegekreuz                                                            | Wegekreuz                                                            | Poll Erper Straße 15 Karte                                             | Das Kreuz ist etwa 280 cm hoch und aus Buntsandstein gefertigt. Der Pfeiler auf einem Sockel hat eine Maßwerknische mit profiliertem dachförmigem Abschluss. | 2. Hälfte 19. Jh.                      | 21. März 1985                             | 63              |
| Wegekreuz                                                            | Wegekreuz                                                            | Poll Gladbacher Straße am Ortsausgang Karte                            | Das etwa 4 Meter hohe Trachytkreuz steht auf einem profilierten Sockel. Der Pfeiler mit Inschrift verjüngt sich nach oben hin. In dem Pfeiler befindet sich eine eingezogene rundbogige Muschelnische. | 1781                                   | 21. März 1985                             | 64              |
| Kapelle St. Petrus in Ketten                                         | Kapelle St. Petrus in Ketten                                         | Poll Petrusstraße 2 Karte                                              | Im Langhaus der heutigen Kapelle konnte man vor dem Auftragen der Kalktrass-Putzschicht im Jahre 1985 eine Menge römischen Baumaterials, u. a. das Bruchstück eines Weihesteines und romanische Bauteile finden. | 15./16. Jh.                            | 21. März 1985                             | 65              |
| Wegekreuz                                                            | Wegekreuz                                                            | Poll Ecke Dorfstraße Karte                                             | Das Wegekreuz besteht aus Blaustein und ist etwa 3 m hoch. Auf einem hohen Sockel steht ein grabsteinförmiger Pfeiler mit Inschrift und Verzierungen. | 1914                                   | 21. März 1985                             | 66              |
| weitere Bilder                                                       | Kath. Pfarrkirche St. Nikolaus                                       | Rath Nikolausstr. Karte                                                | Die Kapelle hat schon vor der ersten Erwähnung des Dorfes bestanden. Sie wurde mehrfach erweitert. | 12./13. Jh.                            | 21. März 1985                             | 67              |
| Burg Bubenheim                                                       | Burg Bubenheim                                                       | Rommelsheim Burg Bubenheim Karte                                       | Die Burganlage besteht aus der Hauptburg und der westlich vorgelagerten Vorburg, die nach vielen Umbauten kaum noch als solche zu erkennen ist. An der Westseite und der Nordseite des ehemaligen Rittersitzes sind Reste des heute noch etwa zehn Meter breiten und bis zu 2,6 Meter hohen Walles erhalten, der unmittelbar vor den Wassergräben lag.                      | M. 16. / 18. / 19. Jh.                 | 22. März 1985                             | 68              |
| Wegekreuz                                                            | Wegekreuz                                                            | Rommelsheim Gut Bubenheim neben einer kleinen Mariengrotte Karte       | Das etwa 3 m hohe Kreuz besteht aus Buntsandstein. Der Sockel ist in eine moderne Lourdesgrotte integriert. | 2. Hälfte 18. Jh.                      | 29. Juli 1985                             | 69              |
| Memorienkreuz am Bach                                                | Memorienkreuz am Bach                                                | Rommelsheim Am Ellebach Karte                                          | Das einfach Rechteckkreuz aus Blaustein ist in einen Betonsockel eingesetzt. | 18. Jh.                                | 22. März 1985                             | 70              |
| Wegekreuz                                                            | Wegekreuz                                                            | Rommelsheim An der Landstraße 327 Karte                                | Der Standort des etwa 3,50 m hohen Wegekreuzes wird Am Kirchenkreuz genannt. Es besteht aus Blaustein. | 1700 ca.                               | 22. März 1985                             | 71              |
| weitere Bilder                                                       | Kath. Pfarrkirche St. Martin                                         | Wissersheim Oberstr. Karte                                             | Die aus dem 12. Jahrhundert stammende Kirche musste wegen Baufälligkeit Ende des 19. Jahrhunderts abgebrochen werden. Sie wurde durch das Gotteshaus ersetzt, das wenige Meter südlich des alten Standortes 1896 fertiggestellt wurde. | 1894–96                                | 9. April 1985                             | 72              |
| Kirchhof                                                             | Kirchhof                                                             | Wissersheim Oberstr. Karte                                             | Die auf dem Kirchhof noch vorhandenen Grabsteine aus Blaustein und Sandstein stammen aus dem 17. und 18. Jahrhundert. Das Friedhofskreuz wurde aus Sandstein gefertigt. | 1541                                   | 22. März 1985                             | 73              |
| Ehem. Fronhof                                                        | Ehem. Fronhof                                                        | Wissersheim Frongasse 3 Karte                                          | Die vierflügelige Hofanlage ist aus Backstein gemauert. Das Wohnhaus besteht traufenständig zu sieben Achsen. Der Haupteingang, eine doppelflügelige Pfeilertür mit Oberlicht, befindet sich im Innenhof in der Mittelachse. Zum Eingang führt eine große Freitreppe. | 1819                                   | 19. März 1985                             | 74              |
| Heiligenhäuschen St. Brigida                                         | Heiligenhäuschen St. Brigida                                         | Wissersheim Gymnicher Straße Ortsausgang Karte                         | Das fast quadratische Gebäude hat drei Außenwände in Massivbauweise. Lediglich die Eingangsseite besteht aus Fachwerk. | 1682                                   | 9. April 1985                             | 75              |
| Wegekreuz                                                            | Wegekreuz                                                            | Wissersheim Am Kallenberg Karte                                        | Das 3,50 m hohe Wegekreuz wurde aus Buntsandstein auf einer Mensa errichtet. Es ist farbig gefasst. Der Unterbau hat eine Nische mit Engelsköpfen und Rocaillenrahmung, darüber ist die hl. Familie im Hochrelief zu sehen. | 18. Jh.                                | 9. April 1985                             | 76              |
| Passionskreuz                                                        | Passionskreuz                                                        | Wissersheim Gut Ving Karte                                             | Das Holzkreuz mit den arma Christi in Flachrelief ist durch ein Chronogramm auf das Jahr 1727 zu datieren. | 1727                                   | 9. April 1985                             | 77              |
| Wegekreuz                                                            | Wegekreuz                                                            | Wissersheim Am Dörnchen Karte                                          | Das 2,35 m hohe Kreuz aus Schmiedeeisen hat blattartige, volutenförmige Enden. | 1770                                   | 9. April 1985                             | 78              |
| Westlicher Burggraben und ehemalige Parkanlage von Schloss Nörvenich | Westlicher Burggraben und ehemalige Parkanlage von Schloss Nörvenich | Nörvenich Bahnhofstr. Karte                                            | Der westliche Burggraben wurde im 18. Jahrhundert mit Mauerwerk einfasst. Bis 1903/04 war die Mauer Bestandteil der Wasserumwehrung. | 18. Jh.                                | 22. April 1985                            | 79              |
| Friedhofskreuz                                                       | Friedhofskreuz                                                       | Nörvenich Hirtstr. Karte                                               | Der damals weithin bekannte, in Frechen lebende Künstler Franz Albermann hat Kreuz und Christuskorpus entworfen und im Frechener Keramikwerk „Kalscheuer Werke, Toni Ooms“ anfertigen lassen. | 1920/30                                | 26. Februar 2000                          | 80              |
| Wegekreuz                                                            | Wegekreuz                                                            | Nörvenich Bahnhofstr. Karte                                            | Das Kreuz steht am damaligen Ortseingang. Erst ein Jahr zuvor war das „Bürgermeisteramt“ gebaut worden, das damit das erste Haus im Dorf wurde. Vorher war das der Gymnichshof, das Anwesen der Stifter, welches heute der Familie von Laufenberg gehört. | 1911                                   | 22. November 2001                         | 81              |
| Hofanlage                                                            | Hofanlage                                                            | Wissersheim Schillerplatz 5 Karte                                      | Die vierflügelige Hofanlage wurde aus Backsteinen und Fachwerk errichtet, und zwar um den rechteckigen Innenhof herum. | Mitte 19. Jh.                          | 15. Dezember 2006                         | 82              |